# Trehörningen, Gästrikland
Trehörningen är en sjö i Ockelbo kommun i Gästrikland och ingår i Testeboåns huvudavrinningsområde. Sjön har en area på 0,116 kvadratkilometer och ligger 277,6 meter över havet. Sjön avvattnas av vattendraget Gumsbäcken.

## Delavrinningsområde
Trehörningen ingår i det delavrinningsområde (676214-152299) som SMHI kallar för Mynnar i Hemsjön. Medelhöjden är 275 meter över havet och ytan är 5,06 kvadratkilometer. Det finns inga avrinningsområden uppströms utan avrinningsområdet är högsta punkten. Gumsbäcken som avvattnar avrinningsområdet har biflödesordning 3, vilket innebär att vattnet flödar genom totalt 3 vattendrag innan det når havet efter 82 kilometer. Avrinningsområdet består mestadels av skog (86 procent). Avrinningsområdet har 0,12 kvadratkilometer vattenytor vilket ger det en sjöprocent på 2,3 procent.